# الكوميديا الإنسانية (فلم)
الكوميديا الإنسانية (بالإنجليزية: The Human Comedy) هو فيلم دراما وفيلم كوميديا
أُصدر في 1943. الفيلم من إنتاج مترو غولدوين ماير، ومن توزيع مترو غولدوين ماير، وقد أخرجه كلارنس براون، وكَتَب السيناريو ويليام سارويان وهوارد إستابروك.

## القصة
تقع أحداث الفيلم في كاليفورنيا.

## طاقم التمثيل
- ميكي روني
- كليم بيفانز
- باري نيلسون
- ألبرت كونتي
- إرنست ويتمان
- هنري أونيل
- فرانك كرافين
- كاثرين الكسندر
- لين كارفر
- ألان باكستر
- فان جونسون
- جيمس كريغ
- فرانك مورغان
- دونا ريد
- مارشا هنت (ممثلة)
- راي كولينز (ممثل)
- فاى بانتير
- ماري ناش [الإنجليزية]‏

## الإنتاج

### التصوير
صوّر الفيلم في سانتا مونيكا، كاليفورنيا، وكان Harry Stradling ‏ مديرًا لتصوير الفيلم.

### الموسيقى
موسيقى الفيلم التصويرية من تلحين هربرت ستوثارت ‏.

## الاستقبال

### الجوائز والترشيحات
الجوائز
- جائزة الأوسكار لأفضل قصة  [لغات أخرى]‏، الفائز: ويليام سارويان، في: حفل توزيع جوائز الأوسكار السادس عشر.

الترشيحات
- جائزة الأوسكار لأفضل فيلم، في: حفل توزيع جوائز الأوسكار السادس عشر (1943)
- جائزة الأوسكار لأفضل قصة  [لغات أخرى]‏، المُرشَّح: ويليام سارويان، في: حفل توزيع جوائز الأوسكار السادس عشر
- جائزة الأوسكار لأفضل مخرج، المُرشَّح: كلارنس براون، في: حفل توزيع جوائز الأوسكار السادس عشر
- جائزة الأوسكار لأفضل ممثل، المُرشَّح: ميكي روني، في: حفل توزيع جوائز الأوسكار السادس عشر
- جائزة الأوسكار لأفضل تصوير سينمائي أسود وأبيض، المُرشَّح: Harry Stradling [الإنجليزية]‏، في: حفل توزيع جوائز الأوسكار السادس عشر

## وصلات خارجية
- مقالات تستعمل روابط فنية بلا صلة مع ويكي بيانات